# Марк Клавдий Марцелл (легат)
Марк Кла́вдий Марце́лл (лат. Marcus Claudius Marcellus; умер после 81 года до н. э.) — римский военачальник из плебейской ветви рода Клавдиев, участник Кимврской и Союзнической войн. Сыграл важную роль в битве при Аквах Секстиевых в 102 году до н. э.

## Происхождение
Марцелл принадлежал к плебейской ветви Клавдиев, которая, по предположениям историков, изначально находилась в тесной связи с Клавдиями-патрициями. Более детально о происхождении Марка Клавдия ничего не известно; в том числе неясно, в каком родстве он находился со своими современниками Марком Клавдием Марцеллом, курульным эдилом 91 года до н. э., и его братом Гаем Клавдием Марцеллом, претором 80 года до н. э.

## Биография
Первые упоминания о Марке Клавдии в сохранившихся источниках относятся к 102 году до н. э. Тогда он был легатом в армии консула Гая Мария, которая преградила германскому племени кимвров путь в Италию. В решающей битве при Аквах Секстиевых Марцелл во главе трёхтысячного отряда ударил врагу в тыл, и благодаря этому был одержана полная победа.
Позже Марка Клавдия привлекли к суду на неизвестных основаниях. Одним из свидетелей обвинения был Луций Лициний Красс, влиятельный политик и лучший оратор эпохи, но присяжные тем не менее вынесли оправдательный приговор. Точных дат в источниках нет; большинство историков полагает, что нужно говорить о 91 годе до н. э., и только Эрнст Бэдиан считает наиболее возможным 95 год до н. э.
Когда италики восстали против Рима, Марцелл стал одним из легатов, самостоятельно действовавших на южном направлении против самнитов и подчинявшихся консулу Луцию Юлию Цезарю. Его сослуживцами были Луций Корнелий Сулла, Тит Дидий, Публий Лициний Красс и, возможно, Квинт Лутаций Катул; отсюда Бэдиан делает вывод, что вокруг Цезаря сгруппировались враги Гая Мария и что, соответственно, Марцелл, бывший «старейшим легатом Мария», покинул своего покровителя, когда это стало для него выгодным. Воевал Марк Клавдий не слишком удачно: противник осадил его в городе Эзерния, и из-за голода гарнизону пришлось капитулировать.
Некто Марк Клавдий Марцелл был в числе судей на процессе Публия Квинкция в 81 году до н. э. Его предположительно отождествляют с легатом Мария и Цезаря.

## Интеллектуальные занятия
Марк Туллий Цицерон упоминает Марцелла в своём перечне римских ораторов в трактате «Брут». По его словам, Марк Клавдий «не принадлежал к числу адвокатов, но имел склонность к красноречию и был довольно опытным оратором».

## Потомки
Сыновьями Марка Клавдия Марцелла были Публий Корнелий Лентул Марцеллин, усыновлённый одним из патрициев Корнелиев, и Марк Клавдий Марцелл Эзернин. Ни один из них не сделал хорошую карьеру; но один из внуков Марцелла стал консулом в 56 году до н. э., а один из правнуков — в 22 году до н. э.